# Argyresthia pruniella

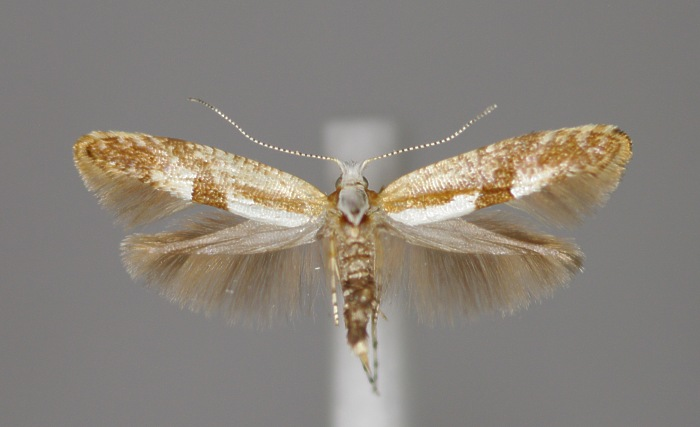
Argyresthia pruniella con las alas abiertas

Argyresthia pruniella es una especie de lepidóptero de la subfamilia de los Argyresthiinae. Concretamente, es una polilla que en inglés recibe el nombre de cherry fruit moth, polilla de la cereza, aunque afecta a numerosos frutales de clima templado, o cherry blossom tineid, tiña de la flor del cerezo.

## Descripción
Tiene una envergadura de 10-13 mm. Las alas anteriores son de color marrón rojizo con una banda dorsal blanca y una banda marrón transversal oscura en el medio. Las antenas son blancas con bandas marrones. A lo largo del borde inferior de las alas anteriores se encuentran una serie de manchas blancas. Las alas posteriores son amarronadas y muy estrechas, con largos flecos.
Las orugas son de color verde pálido con la cabeza marrón.

## Biología
Las orugas son oligófagas (se alimentan de pocos tipos de alimentos). Las principales plantas huéspedes son el manzano, el albaricoquero, el cerezo, el melocotonero, el ciruelo, el peral y el avellano.
La oruga vive en los brotes. El tiempo de vuelo va de principios de julio a finales de agosto. Estas mariposas son atraídas por la luz. Se las considera como plagas de los cultivos frutales.

## Distribución
Esta especie puede ser encontrada en la mayor parte de países europeos, en Asia Menor y en el noreste de América del Norte, donde es posiblemente una especie introducida.